# Bioregulator
Een Bioregulator is een magnetisch armbandje dat op de markt werd gebracht door adviescentrum voor biotherapie Mondial uit Maarssen. Het armbandje zou een heilzame werking hebben voor hoofdpijn, stress, slapeloosheid, bloedarmoede, hoge bloeddruk en menstruatiestoornissen. Het bandje diende, afhankelijk van de klachten, om de linker- of rechterpols te worden gedragen. De Bioregulator werd verkocht voor ƒ 59,50 (zwaar verzilverd) of ƒ 119,50 (verguld). Er was ook een verzilverde variant met vergulde bolletjes op de markt. De armband werd geleverd met een certificaat van echtheid. 
In augustus 1990 stelde dr. ir. T. Kwartaal van de Technische Universiteit Eindhoven vast dat het opgeroepen spanningsveld niet meetbaar was. Volgens hem had een koperdraadje van vijf cent hetzelfde effect, wat importeur Albert Jobse niet ontkende. Volgens de technische gegevens in het bijgeleverde boekje zou de elektromagnetische inductie 6 millivolt bedragen.
De Delftse zanger Nico Haak maakte de laatste jaren van zijn leven reclame voor de Bioregulator. Hij ontving voor de reclames 25.000 gulden per jaar. Toen Haak in 1990 onverwachts overleed aan een hartaanval, stortte de verkoop in. Ook wielrenner Erik Breukink droeg een Bioregulator om zijn rechterpols, zonder zeker te zijn van de werking ervan.
Bij de christelijke uitgeverij Moria verscheen in juli 1991 een brochure van Joop van Baaren met als titel De waarheid omtrent de bioregulator.

## Werking
Volgens de makers was de werking gebaseerd op het elektromagnetische veld tussen de twee bolletjes van de armband, die ervoor zouden zorgen dat positieve en negatieve energiestromen in beweging komen. Een verstoring van het elektromagnetisch vermogen van het menselijk lichaam diende hersteld te worden. De gebruikte nieuwe techniek werd Circulerende Elektropolarisatie genoemd. Op navraag van Het Parool konden geen harde cijfers worden genoemd; er werd verwezen naar positieve bevindingen van de drager, net als in advertentieteksten.
Nooit meer slapeloze nachten, een fitter gevoel, rustgevend, spanningen weg... het zijn slechts enkele enthousiaste reacties van de vele gebruikers die u reeds voor gingen.

## Bijwerkingen
In het bijgeleverde boekje werd de Bioregulator ontraden aan dragers van een pacemaker. Tevens werd er in het boekje gewaarschuwd voor de negatieve effecten die het armbandje kon hebben. Zeer gevoelige personen zouden prikkelende jeuk in de armen of handen kunnen krijgen, evenals lichte vermoeidheid in de rug, nek, hoofd of keel, een drukkend gevoel in de maag, duizeligheid, een gevoel van onbehagen, rillingen of koud zweet. Aanbevolen werd om de Bioregulator in die gevallen slechts enkele uren per dag te dragen en het 's nachts niet om te houden, maar onder het hoofdkussen te leggen.